# Holyrood (Kansas)
Holyrood és una ciutat al comtat d'Ellsworth a l'estat de Kansas. Segons el cens del 2000 tenia 464 habitants.

## Demografia
Segons el cens del 2000, Holyrood tenia 464 habitants, 213 habitatges, i 138 famílies. La densitat de població era de 484,2 habitants/km².
Dels 213 habitatges en un 25,4% hi vivien nens de menys de 18 anys, en un 56,8% hi vivien parelles casades, en un 5,6% dones solteres, i en un 35,2% no eren unitats familiars. En el 31,9% dels habitatges hi vivien persones soles el 20,7% de les quals corresponia a persones de 65 anys o més que vivien soles. El nombre mitjà de persones vivint en cada habitatge era de 2,18 i el nombre mitjà de persones que vivien en cada família era de 2,72.
Per edats la població es repartia de la següent manera: un 20,5% tenia menys de 18 anys, un 6,9% entre 18 i 24, un 21,8% entre 25 i 44, un 25,2% de 45 a 60 i un 25,6% 65 anys o més.
L'edat mediana era de 45 anys. Per cada 100 dones de 18 o més anys hi havia 85,4 homes.
La renda mediana per habitatge era de 31.354 $ i la renda mediana per família de 37.417 $. Els homes tenien una renda mediana de 30.125 $ mentre que les dones 23.625 $. La renda per capita de la població era de 15.272 $. Entorn del 6% de les famílies i el 10,9% de la població estaven per davall del llindar de pobresa.

## Poblacions properes
El següent diagrama mostra les poblacions més properes.